# Derek Abney
Derek Allen Abney, född 19 december 1980 i Minot, North Dakota, är en amerikansk fotbollsspelare. Abney gick i skola vid University of Kentucky och spelade för Kentucky Wildcats. Han spelar på planen som wide receiver.